# HD 100286
HD 100286，又名CD-28 8928，SAO 179967、HR 4443，是一颗恒星，视星等为5.81，位于銀經282.88，銀緯30.51，其B1900.0坐标为赤經11h 27m 18.5s，赤緯-28° 30.51′ 55″。